# جوزيف تشيبولينا
جوزيف تشبولينا (بالإنجليزية: Joseph Chipolina)‏ (14 ديسمبر 1987 بجبل طارق في المملكة المتحدة - ) هو لاعب كرة قدم بريطاني في مركز الظهير. شارك مع منتخب جبل طارق لكرة القدم. أما مع النوادي، فقد لعب مع نادي لينكولن ريد إيمبس وCD San Roque de Lepe ‏ ومنتخب جبل طارق لكرة الصالات وSt Joseph's F.C. ‏ وCD San Roque ‏ وReal Balompédica Linense ‏.

## وصلات خارجية
- جوزيف تشيبولينا على موقع الاتحاد الأوربي (الإنجليزية)
- جوزيف تشيبولينا على موقع قاعدة بيانات كرة القدم.إي يو (الإنجليزية)
- جوزيف تشيبولينا على موقع ليكيب (الفرنسية)
- جوزيف تشيبولينا على موقع ناشيونال فوتبول تيمز (الإنجليزية)
- جوزيف تشيبولينا على موقع Soccerway.com (الإنجليزية)